# Rørvig
Rørvig er en sommerhus- og havneby på Nordvestsjælland med 993 indbyggere  (2025). Rørvig er beliggende i Rørvig Sogn ved den nordlige del af Isefjorden seks kilometer øst for Nykøbing Sjælland og 40 kilometer nord for Holbæk. Byen ligger i Odsherred Kommune og er beliggende i Region Sjælland.
Der er med Hundested-Rørvig Færgefart forbindelse til Hundested syv[kilde mangler] kilometer mod øst. Rørvig Kirke ligger i sommerhuskvarteret uden for byen. Rørvig Mølle ligger ved kysten syd for byen.
I slutningen af 1800-tallet var der flere kunstnere, der ”opdagede” Rørvig, og dermed startede udviklingen mod et populært feriested. Da det nye færgeleje blev indviet i 1928 ændrede det havnen og byen totalt.
Denne periode er beskrevet i bøger af Svend Hede Hansen.
Rørvig havde i 1801 303 indbyggere, i 1840 386 indbyggere, i 1860 498 indbyggere, i 1870 498 indbyggere, i 1880 520 indbyggere.

## Galleri
- Færgen fra Hundested-overfarten lægger til i Rørvig
- Rørvig Kro i hovedgaden